# Julian Eltinge
Julian Eltinge (14 de maio de 1881 - 7 de março de 1941), nascido William Julian Dalton, foi um ator americano de teatro e cinema e imitador feminino. Depois de aparecer no Boston Cadets Revue aos dez anos de idade em trajes femininos, Eltinge chamou a atenção de outros produtores e fez sua primeira aparição na Broadway em 1904. Quando sua estrela começou a subir, ele apareceu em vaudeville e excursionou pela Europa e Estados Unidos. , mesmo dando um desempenho de comando antes do rei Eduardo VII. Eltinge apareceu em uma série de comédias musicais escritas especificamente para seus talentos começando em 1910 com The Fascinating Widow, retornando ao vaudeville em 1918. Sua popularidade logo lhe rendeu o apelido de "Mr. Lillian Russell" para a beleza popular e estrela da comédia musical.
Hollywood chamou Eltinge e em 1917 ele apareceu em seu primeiro longa-metragem, The Countess Charming. Isso levou a outros filmes, incluindo The Isle of Love, de 1918, com Rudolph Valentino e Virginia Rappe. Quando Eltinge chegou a Hollywood, ele era considerado um dos atores mais bem pagos do palco americano; mas com a chegada da Grande Depressão e a morte do vaudeville, a estrela de Eltinge começou a desaparecer. Ele continuou seu show em boates, mas encontrou pouco sucesso. Ele morreu em 1941 em seu apartamento em Manhattan dez dias depois de um show em uma boate próxima.

## Morte

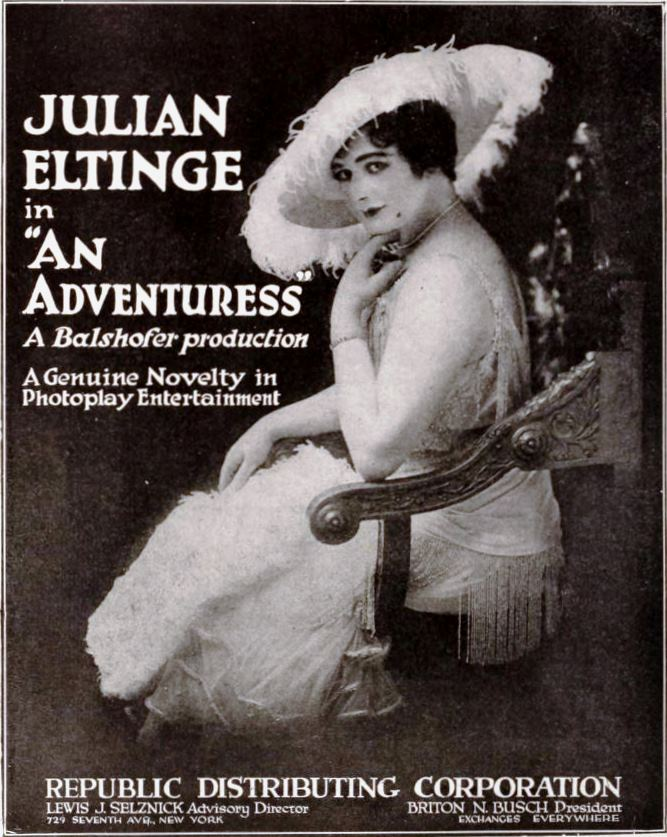
Julian Eltinge travestido em An Adventuress (1920)

Eltinge foi uma das muitas figuras do show business a ser duramente atingida pelo crash da bolsa de 1929. Na década de 1930, as personificações femininas nas quais ele construiu sua carreira começaram a perder popularidade, assim como o vaudeville em geral. Eltinge recorreu a se apresentar em boates. A repressão ao travestismo em público – uma tentativa de coibir a atividade homossexual – impediu Eltinge de se apresentar fantasiado.
Em 25 de fevereiro de 1941, Eltinge adoeceu enquanto se apresentava na boate Diamond Horseshoe de Billy Rose em Nova York. Ele foi levado para casa e morreu em seu apartamento dez dias depois, em 7 de março. Sua certidão de óbito lista a causa da morte como uma hemorragia cerebral.

## Biografias
- Banham, Martin ed. The Cambridge Guide to Theatre. Cambridge University Press, New York, NY. 1992.
- Bloom, Ken. Broadway: An Encyclopedic Guide to the History, People and Places of Times Square. Facts on File, New York, NY. 1991.
- Bordman, Gerald and Thomas L. Hischak. The Oxford Companion to American Theatre, 3rd Edition. Oxford University Press, New York, NY, 2004.
- Slide, Anthony. The Encyclopedia of Vaudeville. Greenwood Press, Westport, CT. 1994.
- Toll, Robert C. On With the Show! The First Century of Show Business in America. Oxford University Press, New York, NY. 1976.
- Winford, E. Carlton. Femme Mimics. Winford Company, Dallas, TX. 1954.